# Ejército enemigo (novela de Alberto Olmos)

## Argumento
Santiago es un publicista en decadencia profesional, desencantado y cínico, que vive en un barrio degradado de Usera. Al ponerse a investigar el asesinato de un amigo conocerá a progresistas de clase alta amigos del fallecido que viven en barrios acomodados, con los que está en desacuerdo en sus opiniones sociopolíticas. Esto lo llevará a crear un movimiento de rebeldía auténtica contra el sistema, llamado La Solidaridad Ha Fracasado. En la obra aparecen reflexiones sobre los movimientos sociales, la solidaridad, la propaganda publicitaria, la pornografía o las nuevas tecnologías derivadas de internet.
La novela fue escrita en el contexto del 15-M.
La obra fue finalista del "Premio Herralde" y ganador de "El ojo crítico". Fue elegida entre las novelas más destacadas del año por el diario Público, las revistas Qué Leer y Tiempo, y las revistas digitales GoMag, Koult y Fantastic Plastic Mag.